# Josephine Hull
Marie Josephine Hull (leánykori nevén Sherwood; Newtonville, 1877. január 3. – Bronx, New York, 1957. március 12.) Oscar- és Golden Globe-díjas amerikai színésznő, színházi rendező.

## Élete
Hull 1877. január 3-án született a massachusettsi Newtonville-ben, William H. Sherwood és Mary Elizabeth „Minnie” Tewkesbury négy gyermekének egyikeként. Később letagadta a életkorát.

### Színház
1905-ben debütált színpadon, majd miután néhány évig kóristaként és turnézó stábtagként dolgozott, 1910-ben feleségül ment Shelley Hull színészhez (Henry Hull színész bátyjához). A párnak nem született közös gyermeke. Férje fiatalon bekövetkezett halála után a színésznő 1923-ig visszavonult, majd ezután férjezett nevén, Josephine Hullként tért vissza a színészethez.
Első nagyobb színpadi sikerét George Kelly Pulitzer-díjas Craig’s Wife című darabjában aratta 1926-ban. Kelly kifejezetten neki írt egy szerepet a következő darabjában, a Daisy Mayme-ben, amelyet szintén 1926-ban mutattak be. Az 1920-as években a  New York-i színházakban folytatta munkáját. Az 1930-as és 1940-es években Hull három Broadway sikerdarabban szerepelt: egy őrült matriarchaként az Így élni jó (1936) című darabban, egy gyilkos öregasszonyként az Arzén és levendula (1941) című darabban, és a Barátom, Harvey (1944) című darabban. Mindhárom mű hosszú ideig futott, és Hull karrierjének tíz évét tették ki. Utolsó Broadway-darabjából, a The Solid Gold Cadillac címűből (1954–55) később filmváltozat is készült, ahol a főszerepet a jóval fiatalabb Judy Holliday játszotta.

### Filmek
Hull összesen hét filmben szerepelt, kezdve 1927-ben egy kis szereppel a Clara Bow főszereplésével játszódó Get Your Man című filmben, majd 1929-ben a The Bishop's Candlesticks című filmben. Ezt két 1932-es Fox-film követte, az After Tomorrow (színpadi szerepének újraalkotása) és a Párizsi kaland.
1938-ban nem szerepelt az Így élni jó moziváltozatában, nem alakította a filmvásznon színpadi szerepét, mivel ekkor a színházban játszotta a szerepet. Ehelyett Spring Byington tűnt fel a filmváltozatban.
Hull Abby nénit alakította, aki Jean Adairrel együtt a két Brewster nővér egyike volt az Arzén és levendula (1944) című darab filmváltozatában, Cary Grant és Priscilla Lane főszereplésével.
Hull ezután szerepelt a Barátom, Harvey (1950) című darab film adaptációjában, amelyért elnyerte a legjobb női mellékszereplőnek járó Oscar- és Golden Globe-díjat.
1951-ben a The Lady from Texas volt Hull utolsó nagyjátékfilmje. 1949-ben játszott a CBS Arzén és levendula televíziós változatában, Ruth McDevitttel, a színésznővel, aki gyakran tűnt fel Hull mellett a  Broadway-n, és legtöbbször a húgát alakította.

### Halála
Hull 1957. március 12-én, 80 éves korában halt meg agyvérzés következtében.

## Filmjei
| Év   | Magyar cím         | Eredeti cím               | Szerep               | Megjegyzés                                                                                 |
| ---- | ------------------ | ------------------------- | -------------------- | ------------------------------------------------------------------------------------------ |
| 1927 |                    | Get Your Man              | Simone de Villeneuve |                                                                                            |
| 1929 |                    | The Bishop's Candlesticks | Persone              | Rövidfilm                                                                                  |
| 1932 |                    | After Tomorrow            | Mrs. Piper           |                                                                                            |
| 1932 | Párizsi kaland     | Careless Lady             | Cora néni            |                                                                                            |
| 1944 | Arzén és levendula | Arsenic and Old Lace      | Abby Brewster        |                                                                                            |
| 1950 | Barátom, Harvey    | Harvey                    | Veta Louise Simmons  | Oscar-díj a legjobb női mellékszereplőnek Golden Globe-díj a legjobb női mellékszereplőnek |
| 1951 |                    | The Lady from Texas       | Miss Birdie Wheeler  |                                                                                            |

## Színházi szerepei
| - The Law and the Man (1906 december 20. – 1907 február, Josephine Sherwood néven) – Cosette (beugrás) - The Bridge (1909 szeptember 4. – 1909 október, Josephine Sherwood néven) - Neighbors (1923 december 26. – 1924 január, Josephine Hull néven) – Mrs. Hicks - Fata Morgana (1924 március 3. - 1924 szeptember) – George anyja - Rosmersholm (1925 május 5. – 1925 május) – Madame Helseth - Craig's Wife (1925 október 12. – 1926 augusztus) – Mrs. Frazier - Daisy Mayme (1926 október 25.– 1927 január) – Mrs. Olly Kipax - The Wild Man of Borneo (1927 szeptember 13. – 1927 szeptember) – Mrs. Marshall - March Hares (1928 április 2. – 1928 április) – Mrs. Janet Rodney - The Beaux Stratagem (1928 június 4. – 1928 június) – Szolgáló a vendéglőben - Hotbed (1928 november 8. – 1928 november) – Hattie - Before You're 25 (1929 április 16. – 1929 május) – Cornelia Corbin - Those We Love (1930 február 19. – 1930 április) – Evelyn - Midnight (1930 december 29. – 1931 február) – Mrs. Weldon - Unexpected Husband (1931 június 2. – 1931 szeptember) – Mrs. Egbert Busty | - After Tomorrow (1931 augusztus 26. – 1931 november) – Mrs. Piper - A Thousand Summers (1932 május 24. – 1932 július) – Mrs. Thompson - American Dream (1933 február 21. – 1933 március) – Martha, Mrs. Schuyler Hamilton - A Divine Drudge (1933 október 26. – 1933 november) – Frau Klapstuhl - By Your Leave (1934 január 24. – 1934 február) – Mrs. Gretchell - On to Fortune (1935 február 4. – 1935 február) – Miss Hedda Sloan - Seven Keys to Baldpate (1935 május 27. – 1935 június) – Mrs. Quinby - Night In the House (1935 november 7. – 1935 november) – Lucy Amorest - Így élni jó (1936 december 14. – 1938 december 3.) – Penelope Sycamore - An International Incident (1940 április 2. – 1940 április 13.) – Mrs. John Wurthering Blackett - Arzén és levendula (1941 január 10. – 1944 június 17.) – Abby Brewster - Barátom, Harvey (1944 november 1. – 1949 január 15.) – Veta Louise Simmons - Minnie and Mr. Williams (1948 október 27. – 1948 október 30.) – Minnie - The Golden State (1950 november 25. – 1950 december 16.) – Mrs. Morenas - Whistler's Grandmother (1952 december 11. – 1953 január 3.) – Kate - The Solid Gold Cadillac (1953 november 5. – 1955 február 12.) – Mrs. Laura Partridge |

## Broadway rendezési
- Why Not? (1922 december 25. – 1923 április, Mrs. Shelley Hull néven)
- The Rivals (1923 május 7. – 1923 május, Mrs. Shelley Hull néven)
- The Habitual Husband (1924 december 24. – 1925 január)

## Fordítás
- Ez a szócikk részben vagy egészben  a   Josephine Hull című angol Wikipédia-szócikk fordításán alapul.  Az eredeti cikk szerkesztőit annak laptörténete sorolja fel. Ez a jelzés csupán a megfogalmazás eredetét és a szerzői jogokat jelzi, nem szolgál a cikkben szereplő információk forrásmegjelöléseként.